# Macropophora
Genre
Macropophora est un genre d'insectes coléoptères de la famille des Cerambycidae, sous-famille des Lamiinae et de la tribu des Acanthoderini.

## Dénomination
Le genre Macropophora a été décrit par l'entomologiste français James  Thomson en 1864.

### Synonymie
- Macropus (Serville, 1835)

## Taxinomie
Liste d'espèces
- Macropophora accentifer (Olivier, 1795)
- Macropophora lacordairei (Lepesme, 1946
- Macropophora trochlearis (Linnaeus, 1758)
- Macropophora worontzowi (Lane, 1938)

### Articles liés
- Acanthoderini
- Galerie des Cerambycidae